# شهرستان ستژلتس-درزدنکو
شهرستان ستژلتس-درزدنکو (به لهستانی: Powiat Strzelce-Drezdenko) یک شهرستان در لهستان است که در استان لوبوسکی واقع شده‌است. شهرستان ستژلتس-درزدنکو ۱٬۲۴۸٫۳۲ کیلومتر مربع مساحت و ۵۰٬۱۵۱ نفر جمعیت دارد.